# Malacolimax
Malacolimax é um género de gastrópode  da família Limacidae.
Este género contém as seguintes espécies:
- Malacolimax mrazeki (Simroth, 1904)
- Malacolimax tenellus O. F. Müller, 1774
- Malacolimax wiktori Alonso & Ibáñez, 1989